# Hydrotriche
Hydrotriche je biljni rod iz porodice trpučevki  (Plantaginaceae). Pripadaju mu 4 vrste endemične za Madagaskar

## Opis
To je zeljasto vodeno bilje igličastih listova. Tipična vrsta je Hydrotriche hottoniiflora, relativno nova u akvaristici,. Od 4 vrste, dvije su ugrožene i jedna kritično ugrožena.

## Vrste
1. Hydrotriche bryoides A.Raynal; ugrožena
2. Hydrotriche galiifolia A.Raynal; ugrožena
3. Hydrotriche hottoniiflora Zucc.
4. Hydrotriche mayacoides A.Raynal; kritično ugrožena